# Wahlenbergia oligantha
Wahlenbergia oligantha är en klockväxtart som beskrevs av Thomas G. Lammers. Wahlenbergia oligantha ingår i släktet Wahlenbergia och familjen klockväxter. Inga underarter finns listade i Catalogue of Life.